# Гарлица-Мурована
Гарли́ца-Мурова́на (пол. Garlica Murowana) — село в Польше в сельской гмине Зелёнки Краковского повета Малопольского воеводства.
Село располагается в 9 км от административного центра воеводства города Краков.

## История
Первые упоминания о селе относятся к 1254 году. В этом году село упоминается в документах женского монастыря норбертанок, которые купили часть деревни. В 1263 году норбертанки передали деревню краковскому капитулу. В 1350 году село упоминается под латинским наименованием «Gardlicza Theutonicalis». В 1357 году село перешло в собственность некоего Петра. В последующие годы село переходило несколько раз во владение различных польских аристократических родов. В 1413 году село упоминается под наименованием «Garlicza Maior».
В XIX веке в селе была построена усадьба, в которой до Второй мировой войны находилась сельскохозяйственная экспериментальная станция краковской Сельскохозяйственной академии.
В 1975—1998 годах село входило в состав Краковского воеводства.

## Население
По состоянию на 2013 год в селе проживало 380 человек.
| 1881 | 2010 | 2013 |
| ---- | ---- | ---- |
| 130  | 360  | 380  |

| Перепись  | Всего   | Всего | Женщины | Женщины | Мужчины | Мужчины |
| --------- | ------- | ----- | ------- | ------- | ------- | ------- |
| Единицы   | человек | %     | человек | %       | человек | %       |
| Население | 380     | 100   | 200     |         | 180     |         |

## Достопримечательности
- Усадебный комплекс, построенный XVII—XIX веках — памятник культуры Малопольского воеводства (№ А-442[5]).